# Mawsonita
La mawsonita és un mineral de la classe dels sulfurs. Fou anomenat així en honor de Sir Douglas Mawson, geòleg i explorador de l'Antàrtida australià.

## Característiques
La mawsonita és un sulfur de fórmula química Cu₆Fe₂SnS₈. Cristal·litza en el sistema tetragonal. La seva duresa a l'escala de Mohs és 3,5 a 4. A la seva localitat tipus el mineral es trobava envoltat d'inclusions de bornita a partir de la qual el mineral es forma per exsolució.
L'exemplar que va servir per a determinar l'espècie, el que es coneix com a material tipus, es troba conservat al Museu Britànic d'Història Natural.
Segons la classificació de Nickel-Strunz, la mawsonita pertany a «02.CB - Sulfurs metàl·lics, M:S = 1:1 (i similars), amb Zn, Fe, Cu, Ag, etc.» juntament amb els següents minerals: hawleyita, metacinabri, polhemusita, sakuraiïta, esfalerita, stil·leïta, tiemannita, rudashevskyita, calcopirita, eskebornita, gal·lita, haycockita, lenaïta, mooihoekita, putoranita, roquesita, talnakhita, laforêtita, černýita, ferrokesterita, hocartita, idaïta, kesterita, kuramita, mohita, pirquitasita, estannita, estannoidita, velikita, chatkalita, coloradoïta, colusita, germanita, germanocolusita, nekrasovita, estibiocolusita, ovamboïta, maikainita, hemusita, kiddcreekita, polkovicita, renierita, vinciennita, morozeviczita, catamarcaïta, lautita, cadmoselita, greenockita, wurtzita, rambergita, buseckita, cubanita, isocubanita, picotpaulita, raguinita, argentopirita, sternbergita, sulvanita, vulcanita, empressita i muthmannita.

## Formació i jaciments
El mineral té dues localitats tipus: la mina Royal George i la mina North Lyell; la primera es troba a Gal·les del Sud mentres que la segona es troba a Tasmània, ambdues a Austràlia. L'ambient típic de formació és en menes de coure, tant massives com disseminades. Aquestes menes solen ser d'origen hidrotermal i associades a roques volcàniques altament alterades; també s'ha descrit en skarns i en granits alterats; més rarament es troba en dipòsits porfírics de coure.